# JFAサッカー施設整備助成事業
JFAサッカー施設整備助成事業（ジェイエフエー サッカーしせつせいびじょせいじぎょう）は、日本サッカー協会 (JFA) が2015年度から2022年度にかけて実施する、サッカーグラウンド整備のための助成事業。

## 概要
JFAでは2015年度から2022年度までの中期計画において、8つの目標項目を整理した『JFAミッション2015-2022』を掲げ、このうちサッカーの普及領域における施策として「施設整備の推進（JFAグリーンプロジェクト）」を掲げた。このJFAグリーンプロジェクトは2005年からの長期計画でも掲げられていたものを継続するものであるが、これらの実現のため、2007年から行われ、当初の目的が一巡したと考えられた「都道府県フットボールセンター整備助成事業」を発展させた形で、各都道府県サッカー協会の活動拠点となる「都道府県フットボールセンター」の整備推進に加え、市区郡町村のサッカー協会（あるいはNPO法人を一とする非営利法人）が主体となって整備する「地区サッカー施設」の整備推進を念頭に、都道府県サッカー協会や地方自治体などが行うグラウンド・夜間照明・クラブハウスなどの整備を対象とした助成事業を行うものである。
具体的な助成にあたっては、以下のような要件がある。
- 助成対象事業は「天然芝グラウンド」の新設・改修事業、あるいは「人工芝グラウンド」「夜間照明」「クラブハウス」の新設事業に限る。
- 助成対象者は「都道府県サッカー協会」「都道府県または市区町村」「公益法人のスポーツ団体」、または「市区郡町村サッカー協会」（地区サッカー施設建設に限る）のいずれかとする（営利法人は対象としない）。
- 天然芝グラウンドの新設・改修に対しては、事業費の4分の3（上限1,500万円）を助成する。
- 人工芝グラウンドの新設に対しては、事業費の2分の1（上限4,500万円）を助成する。
- 夜間照明・クラブハウスの新設に対しては、事業費の2分の1（上限1,500万円）を助成する。

いずれも、助成に当たっては「整備後の大規模改修を地元で出来ること」との条件が付されている。
事業に対する予算額は8年間で総額48億5,000万円で、各都道府県に1億円、東日本大震災の被災を受けた岩手県・宮城県・福島県に追加で5,000万円（合計1億5,000万円ずつ）が配分される予定となっている。